# 2884 Reddish
2884 Reddish este un asteroid din centura principală, descoperit pe 2 martie 1981 de Schelte Bus.